# Distrito electoral 13 (Illinois)
El distrito electoral 13 (en inglés: Precinct 13) es un distrito electoral ubicado en el condado de Monroe en el estado estadounidense de Illinois. En el Censo de 2010 tenía una población de 609 habitantes y una densidad poblacional de 4,61 personas por km².

## Geografía
El distrito electoral 13 se encuentra ubicado en las coordenadas 38°9′43″N 90°11′37″O / 38.16194, -90.19361. Según la Oficina del Censo de los Estados Unidos, el distrito electoral 13 tiene una superficie total de 132.05 km², de la cual 128.63 km² corresponden a tierra firme y (2.59%) 3.42 km² es agua.

## Demografía
Según el censo de 2010, había 609 personas residiendo en el distrito electoral 13. La densidad de población era de 4,61 hab./km². De los 609 habitantes, el distrito electoral 13 estaba compuesto por el 98.36% blancos, el 0% eran afroamericanos, el 0% eran amerindios, el 0.16% eran asiáticos, el 0% eran isleños del Pacífico, el 0% eran de otras razas y el 1.48% pertenecían a dos o más razas. Del total de la población el 0% eran hispanos o latinos de cualquier raza.